# Mistrovství Československa v atletice 1981
Mistrovství Československa mužů a žen v atletice 1981 v kategoriích mužů a žen se konalo 29. srpna a 30. srpna v Ostravě. 

## Medailisté

### Muži
| Soutěž                     | Zlato                                                                           | Stříbro                                                                                  | Bronz                                                                                        |
| 100 m                      | Josef Lomický 10.62 Dukla Praha                                                 | František Břečka 10.85                                                                   | Luboš Chochlík 10.88                                                                         |
| 200 m                      | František Břečka 21.17 Rudá hvězda Praha                                        | Miroslav Dongres 21.45                                                                   | Libor Šebesta 22.03                                                                          |
| 400 m                      | Dušan Malovec 47.62 Dukla Banská Bystrica                                       | Vladimír Musil 47.79                                                                     | Miroslav Záhořák 47.87                                                                       |
| 800 m                      | Jan Kubista 1:49.36 Sparta Praha                                                | Gajdar Ajodnitov 1:50.49                                                                 | Josef Vedra 1:50.55                                                                          |
| 1500 m                     | Arpád Bari 3:47.46 Dukla Praha                                                  | Jozef Plachý 3:47.78                                                                     | Václav Pátek 3:48.70                                                                         |
| 5000 m                     | Stanislav Tábor 13:47.35 Rudá hvězda Praha                                      | Ivan Uvizl 13:47.55                                                                      | Pavol Klimeš 14:04.91                                                                        |
| 10 000 m                   | Martin Vrábeľ 29:26.02 Dukla Banská Bystrica                                    | Jindřich Linhart 30:01.38                                                                | Miroslav Krsek 30:16.84                                                                      |
| 110 m př.                  | Július Ivan 13.55 NR Dukla Banská Bystrica                                      | Jiří Čeřovský 14.33                                                                      | Zdeněk Farský 14.47                                                                          |
| 400 m př.                  | Miroslav Kodejš 52.28 Sparta Praha                                              | Vladislav Pecen 52.59                                                                    | Ivan Čížek 53.15                                                                             |
| 3000 m př.                 | Milan Slovák 8:41.32 Dukla Banská Bystrica                                      | Milan Slivka 8:43.27                                                                     | Miroslav Zoubek 8:44.75                                                                      |
| 4 × 100 m                  | Milan Wardas Josef Lomický Miroslav Záhořák Roman Lacko Dukla Praha B 41.12     | Jan Trojanec Vladimír Dlouhý Miroslav Dongres Stanislav Švandrlík VŠ Praha 42.09         | Luboš Chochlík Ladislav Latocha Miroslav Púchovský Dušan Malovec Dukla Banská Bystrica 42.10 |
| 4 × 400 m                  | Bohumil Táborský Josef Vedra Miroslav Záhořák Josef Lomický Dukla Praha 3:12.98 | Luboš Chochlík Ján Svrček Miroslav Púchovský Dušan Malovec Dukla Banská Bystrica 3:13.88 | Pavel Moravec Vratislav Šedina Miroslav Dongres Jiří Dlouhý VŠ Praha 3:15.79                 |
| Skok do výšky              | Jindřich Vondra 218 Sparta Praha                                                | Josef Hrabal 215                                                                         | Vladimír Klekner Jaroslav Skalník Marián Páleník 210                                         |
| Skok o tyči                | František Jansa 520 VŠ Praha                                                    | Petr Habel 520                                                                           | Jiří Lesák 510                                                                               |
| Skok daleký                | Jan Leitner 790 Dukla Praha                                                     | Vlastimil Mařinec 779                                                                    | Zdeněk Mazur 750                                                                             |
| Trojskok                   | Vlastimil Mařinec 16.38 ASK Slavia Praha                                        | Jaroslav Priščák 16.30                                                                   | Ivo Bilík 15.75                                                                              |
| Vrh koulí                  | Jaroslav Brabec 19.76 Dukla Praha                                               | Dalibor Vašíček 19.49                                                                    | Vladislav Končický 18.02                                                                     |
| Hod diskem                 | Imrich Bugár 65.16 Dukla Praha                                                  | Gejza Valent 61.68                                                                       | Antonín Wybraniec 59.78                                                                      |
| Hod kladivem               | Jiří Chamrád 73.00 TJ Vítkovice                                                 | František Vrbka 72.00                                                                    | Zdeněk Bednář 69.12                                                                          |
| Hod oštěpem                | Tomáš Babiak 79.58 Dukla Praha                                                  | Zdeněk Adamec 79.12                                                                      | Vladimír Kobosil 79.12                                                                       |
| 20 km chůze Praha 8.8.1981 | Pavol Blažek 1:30:12 Dukla Banská Bystrica                                      | Štefan Petrik 1:32:08 Dukla Banská Bystrica                                              | Jozef Zimka 1:32:19 ZVL Žilina                                                               |
| Desetiboj                  | Petr Šářec 7452 bodů VŠ Praha                                                   | Martin Machura 7101 bodů                                                                 | Jaroslav Fialkovič 6627 bodů                                                                 |

### Ženy
| Soutěž        | Zlato                                                                                    | Stříbro                                                                                | Bronz                                                                             |
| 100 m         | Daniela Drinková 11.88 Jednota Trenčín                                                   | Daniela Široká 11.97                                                                   | Radislava Šoborová 12.01                                                          |
| 200 m         | Věra Tylová 24.11 Slovan Mariánské Lázně                                                 | Radislava Šoborová 24.17                                                               | Daniela Široká 24.20                                                              |
| 400 m         | Taťána Kocembová 52.41 TJ Vítkovice                                                      | Milena Matějkovičová 54.41                                                             | Věra Tylová 54.80                                                                 |
| 800 m         | Zuzana Moravčíková 2:07.77 VŠ Praha                                                      | Dana Kubálková 2:08.23                                                                 | Mária Gužíková 2:09.08                                                            |
| 1500 m        | Ludmila Češková 4:24.95 Zbrojovka Brno                                                   | Ivana Kleinová 4:26.10                                                                 | Dagmar Šubrtová 4:27.08                                                           |
| 3000 m        | Jana Červenková 9:19.20 Slavoj Čáslav                                                    | Ľudmila Melicherová 9:39.26                                                            | Jana Brachnová 9:47.75                                                            |
| 100 m př.     | Jiřina Procházková 14.05 SONP Kladno                                                     | Hana Mužíčková 14.14                                                                   | Jitka Picková 14.18                                                               |
| 400 m př.     | Sylva Prokopová 1:00.66 Sparta Hradec Králové                                            | Helena Novosadová 1:02.30                                                              | Slavěna Řeháková 1:02.62                                                          |
| 4 × 100 m     | Iva Dembická Jitka Kučerová Ludmila Jimramovská Jana Wegscheiderová Zbrojovka Brno 46.84 | Alena Šišková Eva Murková Monika Tallová Soňa Tomová Slávia PF Banská Bystrica 47.37   | Iveta Baránková Eva Kotvasová Anna Hanuliaková Emília Danišková ZVL Žilina 47.47  |
| 4 × 400 m     | Marcela Ševčíková Jarmila Herudková Anna Filičková Taťána Kocembová TJ Vítkovice 3:42.92 | Hana Mašterová Ivana Kleinová Milena Matějkovičová Zuzana Moravčíková VŠ Praha 3:44.39 | Růžena Michalová Hana Kovandová Věra Zelenková Helena Novosádová RH Praha 3:50.39 |
| Skok do výšky | Yvona Tichopádová 184 Rudá hvězda Praha                                                  | Ladislava Šimáčková 181                                                                | Zdena Boukalová 181                                                               |
| Skok daleký   | Hana Tasová 623 VŠ Praha                                                                 | Ludmila Jimramovská 619                                                                | Eva Kuchtová 603                                                                  |
| Vrh koulí     | Helena Fibingerová 20.36 TJ Vítkovice                                                    | Zdeňka Bartoňová 18.82                                                                 | Soňa Vašíčková 16.32                                                              |
| Hod diskem    | Zdeňka Bartoňová 65.74 NR Rudá hvězda Praha                                              | Jitka Prouzová 57.10                                                                   | Gabriela Hanuláková 54.52                                                         |
| Hod oštěpem   | Elena Burgárová 58.74 TJ BZVIL Ružomberok                                                | Kateřina Kotmelová 57.30                                                               | Mária Laktišová 56.70                                                             |
| Sedmiboj      | Marcela Koblasová 5856 bodů Škoda Plzeň                                                  | Helena Otáhalová 5401 bodů                                                             | Drahomíra Dryeová 5213 bodů                                                       |